# Pedra da loucura

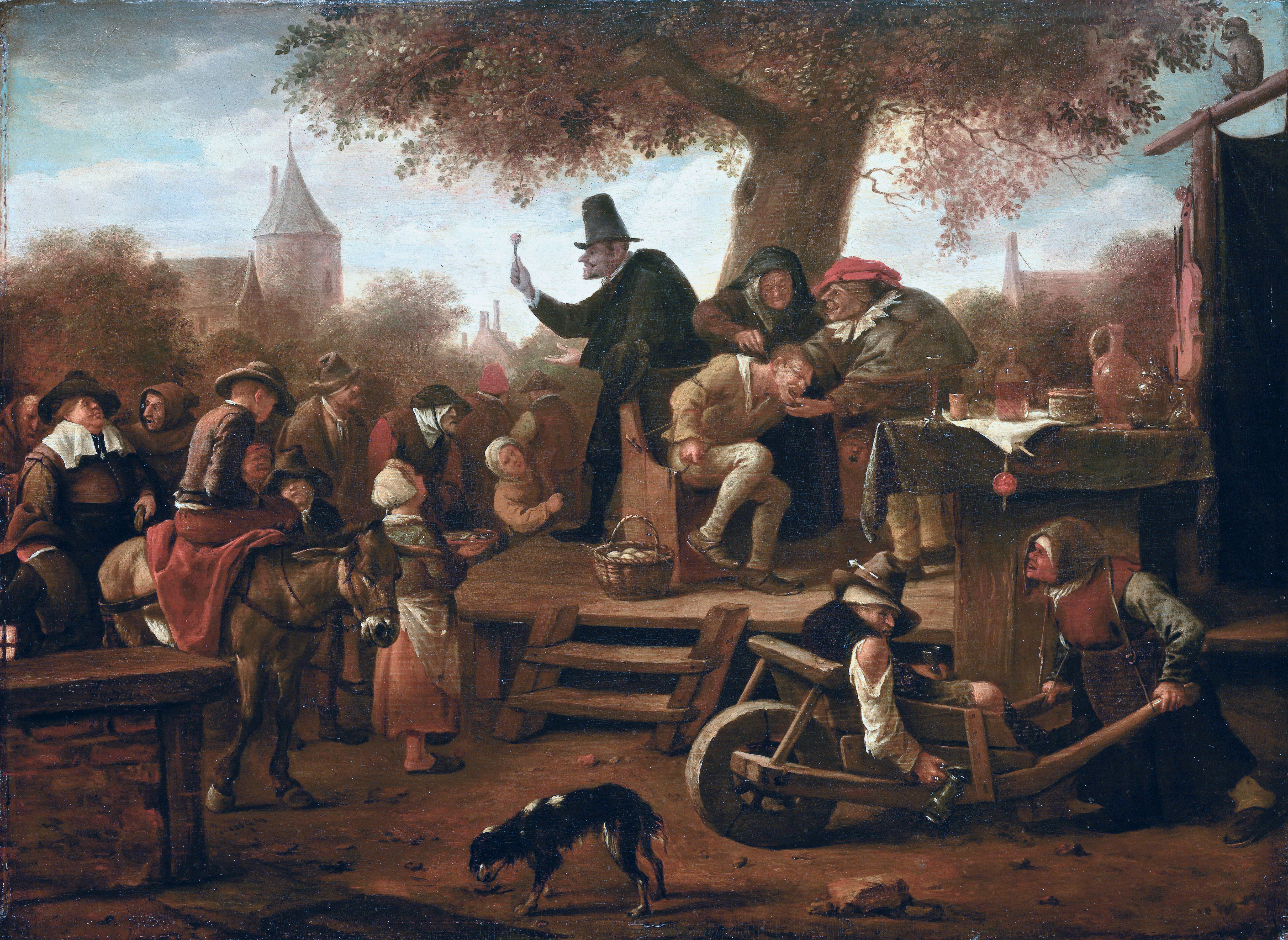
O charlatão, de Jan Steen (1625/1626–1679).

Na Idade Moderna, a pedra da loucura era uma pedra supostamente localizada no crânio e que alegadamente causava a loucura. Sua extração, acreditava-se, curava os loucos. Durante os séculos XVI e XVII, o uso da trepanação foi frequente para essa extração, sendo praticado por charlatões e adeptos da prestidigitação.

## Apresentação
A extração da pedra da loucura (ou pedra da cabeça como também era chamada) foi frequente na Idade Moderna nos séculos XVI e XVII na Europa Ocidental, acreditando-se que sua extração curava a loucura. A crendice popular sustentava que uma pedra era responsável pela loucura e que sua origem era o cérebro da pessoa dita louca. Uma intervenção cirúrgica consistia em perfurar o crânio da pessoa considerada louca para extrair essa pedra.
Até meados do século XVII, os "pedreiros", pertencentes à guilda dos barbeiros, percorriam países. Convenciam as pessoas de que seu conhecimento da magia e sua habilidade permitiriam retirar a pedra da loucura, que de fato era acrescentada no último momento graças a um truque habilidoso de prestidigitação.
O procedimento médico, atestado por diversas obras de arte, consistia na aplicação de um cautério após abertura de uma ferida no local onde supostamente se localizaria a doença. Quando a supuração se desenvolvia, dizia-se que era a evacuação da loucura.

## Nas artes

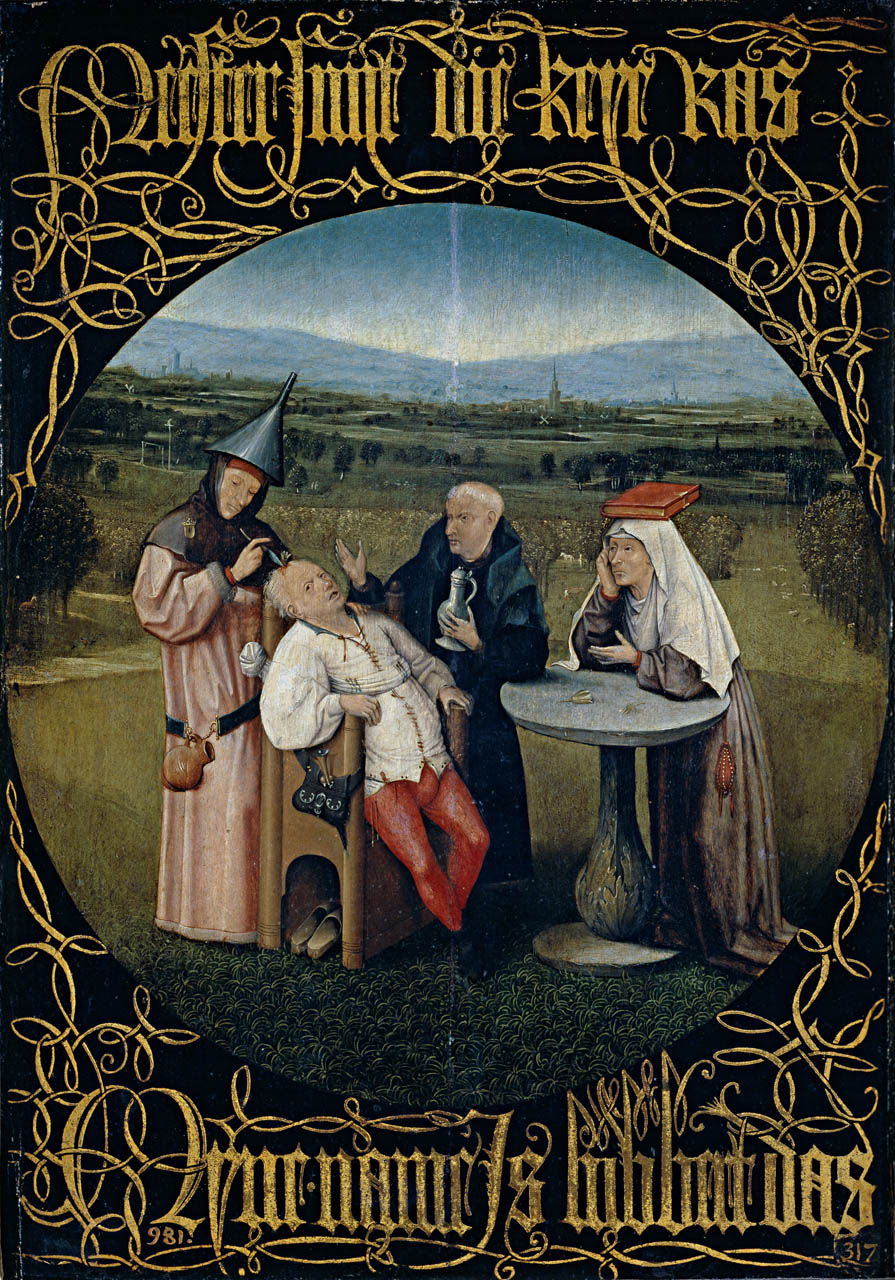
A extração da pedra da loucura, de Bosch

Várias pinturas datadas dos séculos XVI e XVII representaram as operações da pedra da loucura, incluindo A litotomia (ou A extração da pedra da loucura), de Hieronymus Bosch.
O curta-metragem de 2002 (mas lançado nos cinemas em 2008), dirigido por Jesse Rosenweet, intitulado The Stone of Madness, evoca a história de um médico da Idade Média que examina e depois opera um paciente para remover uma pedra que supostamente causa sua loucura. O filme recebeu o Prêmio do Júri de Curta-Metragem no Festival de Cinema de Cannes de 2002.
La Pierre de Folie é o quarto álbum da série de quadrinhos Balade au bout du monde de Laurent Vicomte e Pierre Makyo.